# Tardes de soledad
Tardes de soledad es una película documental de 2024, escrita y dirigida por Albert Serra. Está centrada en el torero Andrés Roca Rey. Se estrenó el 23 de septiembre de 2024 en el 72° Festival Internacional de Cine de San Sebastián, donde ganó la Concha de Oro, y luego se estrenó en cines españoles el 7 de marzo de 2025, con distribución de A Contracorriente Films.

## Sinopsis
Tardes de soledad graba al torero Andrés Roca Rey y su cuadrilla durante varias corridas y los momentos preliminares y posteriores.

## Producción
La película es una coproducción hispano-franco-portuguesa de Andergraun Films junto a Lacima Producciones, Idéale Audiences y Rosa Filmes. La producción se prolongó durante cinco años, tres para el rodaje y dos para el montaje del material.

## Lanzamiento y marketing
El 12 de julio de 2024, se anunció que Tardes de soledad tendría su estreno mundial en cines españoles para el 23 de septiembre de 2024. En noviembre de 2024, A Contracorriente Films programó el estreno de la película en cines españoles para el 7 de marzo de 2025.

## Recepción
Luis Martínez, de El Mundo, le concedió 4 estrellas, declarándola «una película monumental, preciosa, precisa, brutal, desconsolada, trágica, bellísima y, desde cualquier punto de vista, única».
Jonathan Romney, de ScreenDaily, describió la película como «una obra profundamente inmersiva y desvergonzadamente repetitiva».